# Illana
Illana település Spanyolországban, Guadalajara tartományban. Illana Almoguera, Albalate de Zorita, Saceda-Trasierra, Barajas de Melo, Leganiel, Driebes és Mazuecos községekkel határos. Lakosainak száma 919 fő (2024).

## Népesség
A település népessége az utóbbi években az alábbiak szerint változott:
| Lakosok száma | 689  | 747  | 764  | 914  | 929  | 799  | 702  | 686  | 776  | 919  |
|               | 2001 | 2004 | 2006 | 2009 | 2011 | 2014 | 2016 | 2019 | 2021 | 2024 |